# Diospyros dichrophylla
Diospyros dichrophylla är en tvåhjärtbladig växtart som först beskrevs av Michel Gandoger, och fick sitt nu gällande namn av De Winter. Diospyros dichrophylla ingår i släktet Diospyros och familjen Ebenaceae. Inga underarter finns listade i Catalogue of Life.

## Bildgalleri

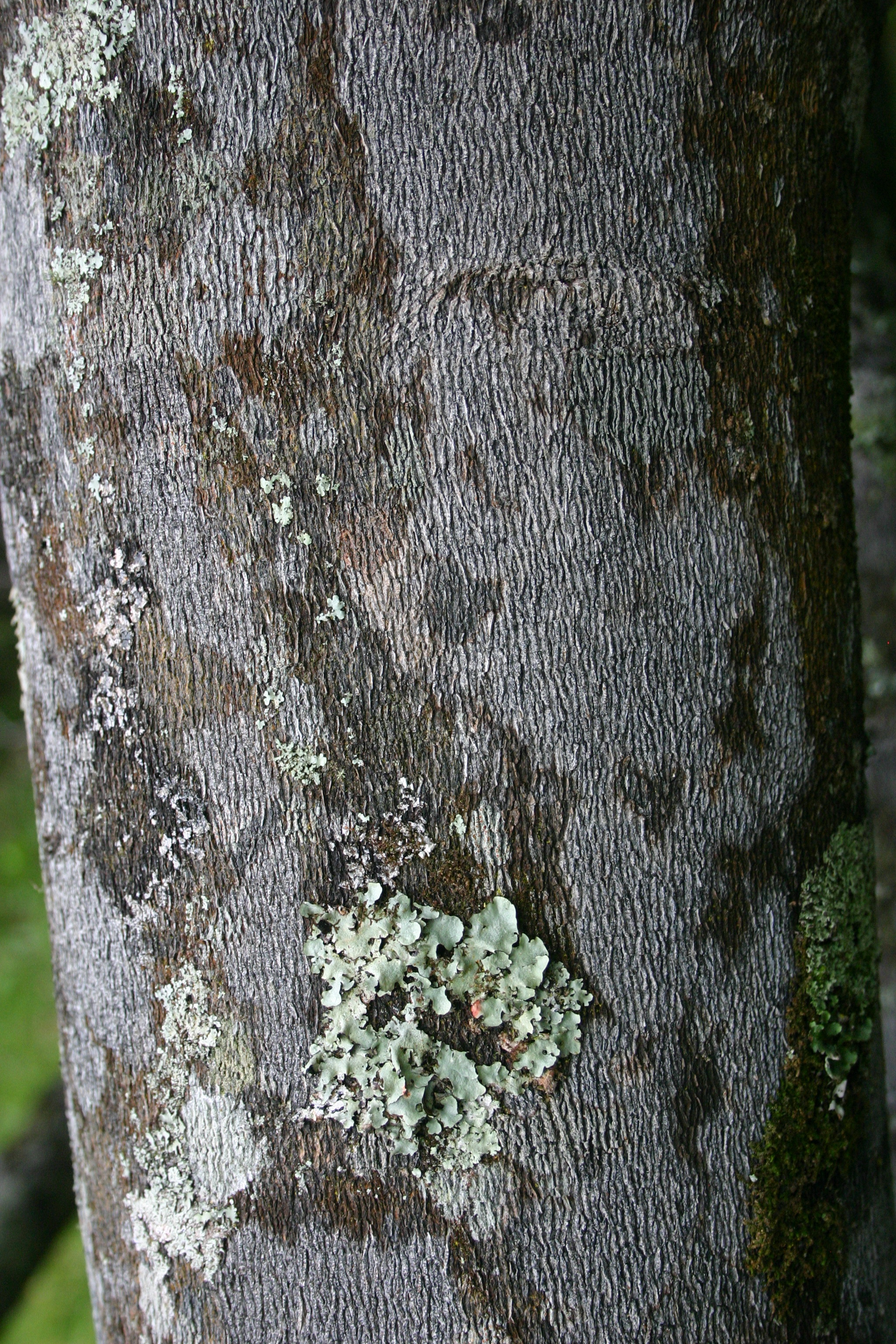
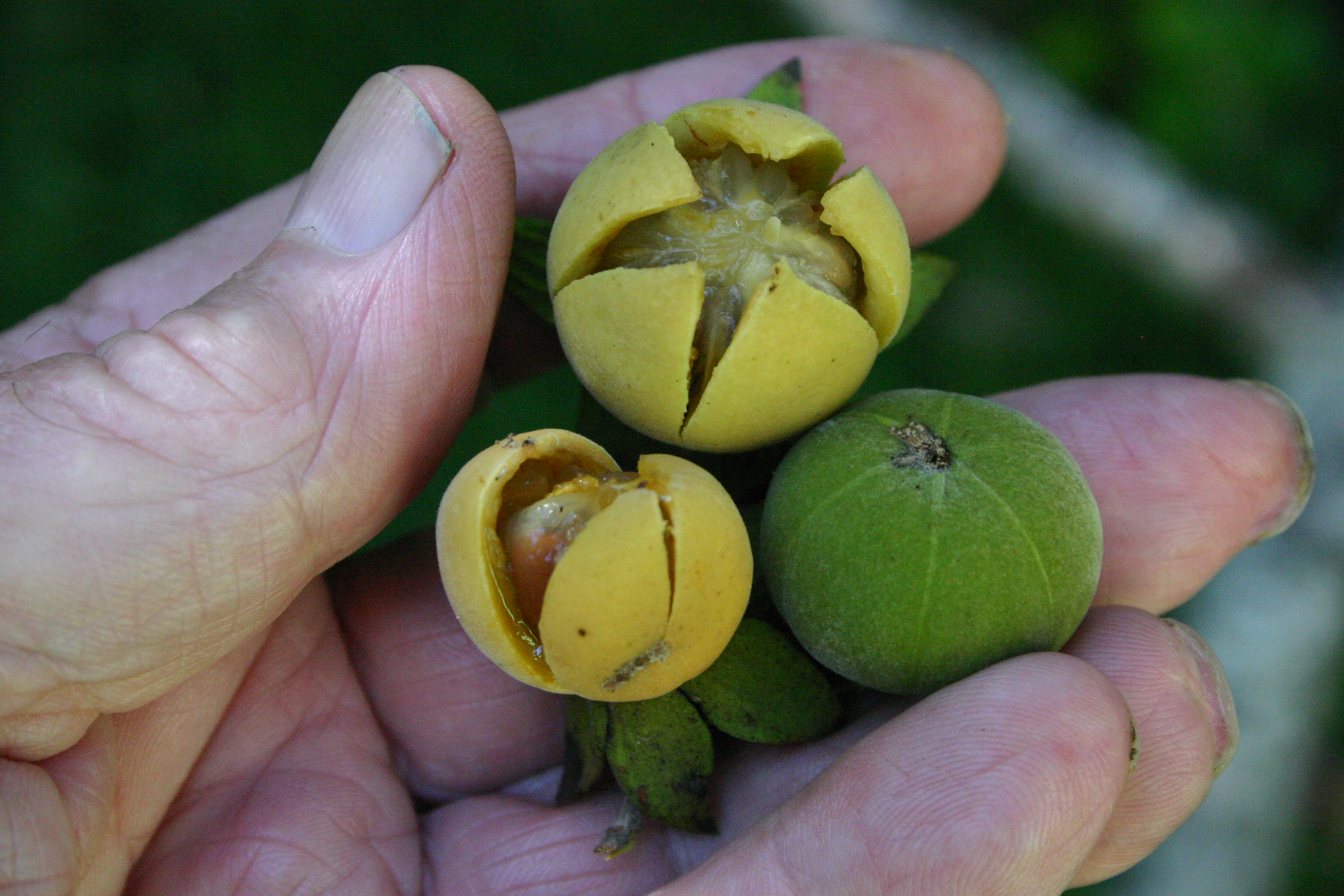
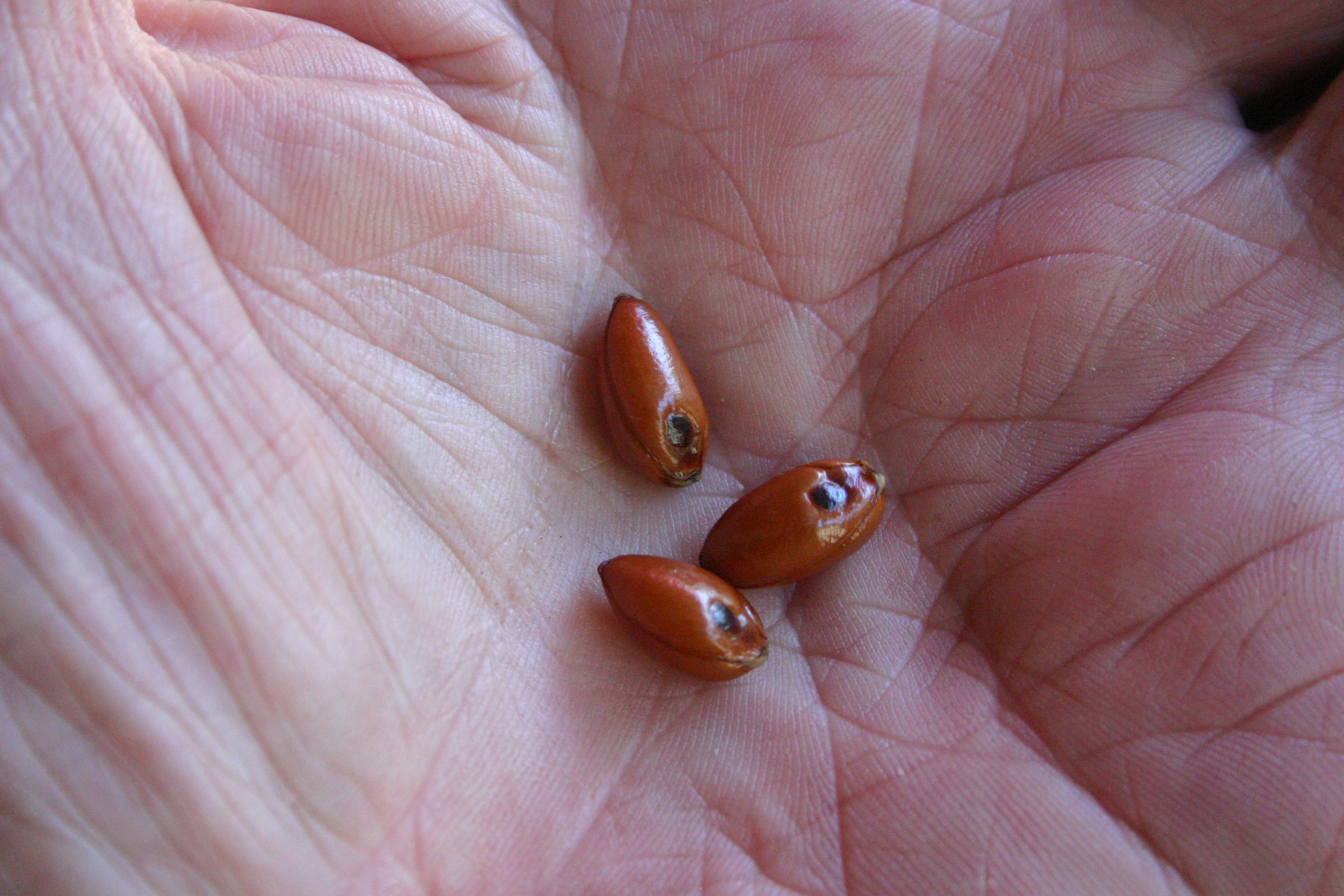